# Аргунский заказник
Аргунский биологический заказник — государственный заказник на территории Грозненского, Гудермесского и Курчалоевского районов Чечни. Создан в 1977 году для сохранения и восстановления редких и исчезающих видов растений и животных, в том числе ценных видов в хозяйственном, научном, культурном отношениях.
Имеет статус особо сохраняемой природной территории регионального (республиканского) значения.

## Географическое положение
Заказник располагается в Грозненском, Гудермесском и Курчалоевском районах Чечни. Площадь заказника — 15 000 га, в том числе 8,7 тысяч га лесных угодий, 6,3 тысяч га садов, полей, огородов, пастбищ, сенокосов.

## Фауна
Некоторые представители фауны заказника:
- благородный олень;
- выдра;
- гигантская вечерница;
- европейская норка;
- европейский тювик;
- закавказский полоз;
- змееяд;
- краснозобая казарка;
- лесной кот;
- малый подорлик;
- могильник;
- обыкновенный фазан;
- орлан-белохвост;
- пискулька;
- скопа;
- слепой крот;
- филин;
- чёрный аист;

## Флора
Некоторые представители флоры заказника:
- алтей армянский;
- алтей лекарственный;
- аморфа кустарниковая;
- бересклет европейский;
- бузина чёрная;
- валериана лекарственная;
- виноград лесной;
- воробейник пурпурово-фиолетовый;
- груша кавказская;
- диоскорея обыкновенная;
- калина обыкновенная;
- каприфоль;
- кизил настоящий;
- кирказон ломоносовидный;
- клён светлый;
- лакрица;
- ландыш закавказский;
- лещина обыкновенная;
- мушмула германская;
- обвойник греческий;
- пролеска сибирская;
- птицемлечник дуговидный;
- тюльпан Биберштейна;
- тюльпан Шренка;
- фиалка;
- черемша;
- ятрышник;